# Osiedle Północ (Nowy Tomyśl)
Osiedle Północ – osiedle położone w północno-zachodniej części Nowego Tomyśla. Główną osią rozplanowania jest ulica Jana Janusa.